# Cal Balsach
Cal Balsach es un equipamiento municipal situado en el barrio de La Creu Alta de Sabadell protegido como Bien Cultural de Interés Local. Actualmente, acoge el Pabellón de Cal Balsach y el Centro Cívico de La Creu Alta-Cal Balsach. Ocupa el edificio de la antigua fábrica textil de la familia Balsach, que se dedicaba a la fabricación de ropa de lana para señoras, encargándose prácticamente de todo el proceso productivo.

## Descripción
Se trata de una fábrica de planta simétrica que ocupa una manzana entera. Está formada por un prima monumentalista que consta de un semisótano, una planta baja y dos pisos, donde se sitúa el acceso, precedido por un gran espacio vacío a tres alturas y enmarcado por unas pilastras. Justo delante se encuentra un patio usado para la carga y descarga de mercancías, a los lados encontramos distintas dependencias y en la parte posterior encontramos una gran nave. Los materiales usados para su construcción fueron el estuco y la piedra. Destaca especialmente el cuidado diseño de la verja dle patio.

## Historia
La fàbrica se edificó en los terrenos del antiguo velódromo. Su construcción empezó en 1942 y terminó en 1948, con una obra a cargo de Enric Roig. El edificio del arquitecto Gabriel Bracons representa el esfuerzo de la industria textil sabadellense durante la autarquía del franquismo. Cuenta con una estética racionalista, muy importante en los años de la república, pero que fue adaptada a las corrientes artísticas del Nuevo Régimen.
En su apogeo contaba con más de 200 trabajadores. Tuvo que cerrar durante la primera crisis del textil tras un incendio a finales de los años 60 del siglo XX. En 2015, el Ayuntamiento cedió el edificio al Casal El Tallaret para crear un espacio autogestionado para las entidades del barrio de La Creu Alta.
Es una de las empresas textiles que aparecen en la novela La caída de los gigantes del escritor Jesús Caudevilla Pastor.